# Bundesstraße 61
Pour les articles homonymes, voir B61 et Route 61.
La Bundesstraße 61 (abrégé en B 61) est une Bundesstraße reliant Bassum à Lünen.

## Localités traversées
- Bassum
- Sulingen
- Uchte
- Petershagen
- Minden
- Bad Oeynhausen
- Herford
- Bielefeld
- Gütersloh
- Rheda-Wiedenbrück
- Beckum
- Hamm
- Kamen
- Lünen